# Tatra 148
Tatra 148 – samochód ciężarowy o dużej ładowności produkcji czechosłowackiej. Produkcję seryjną rozpoczęto w 1969 roku, a zakończono w 1982 roku. Produkowana w licznych wersjach nadwoziowych (w tym specjalistycznych: wojskowych i strażackich) na podwoziach 4x4 i 6x6. Eksportowana do wielu krajów socjalistycznych.

## Galeria

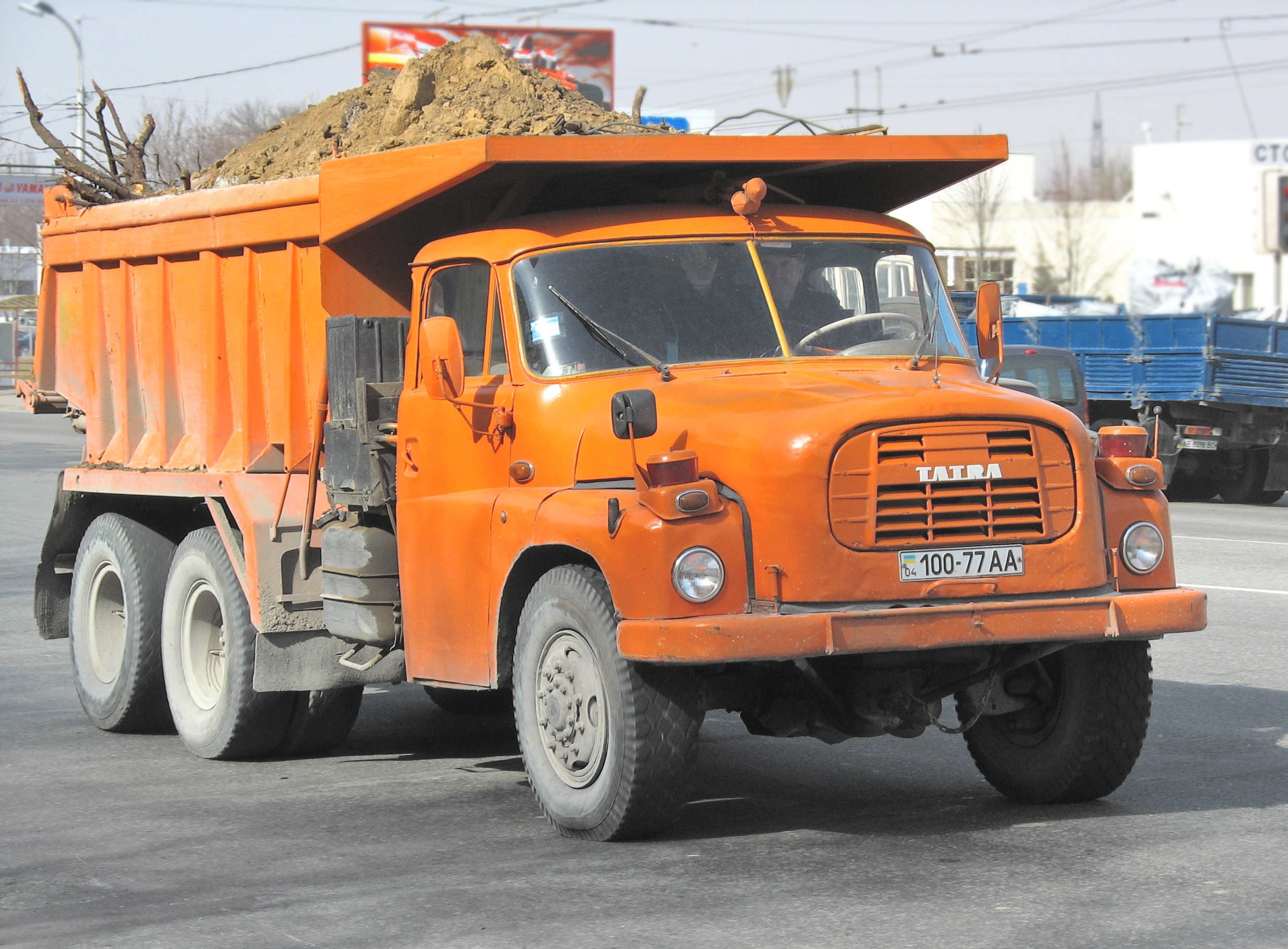
Tatra T148 S1
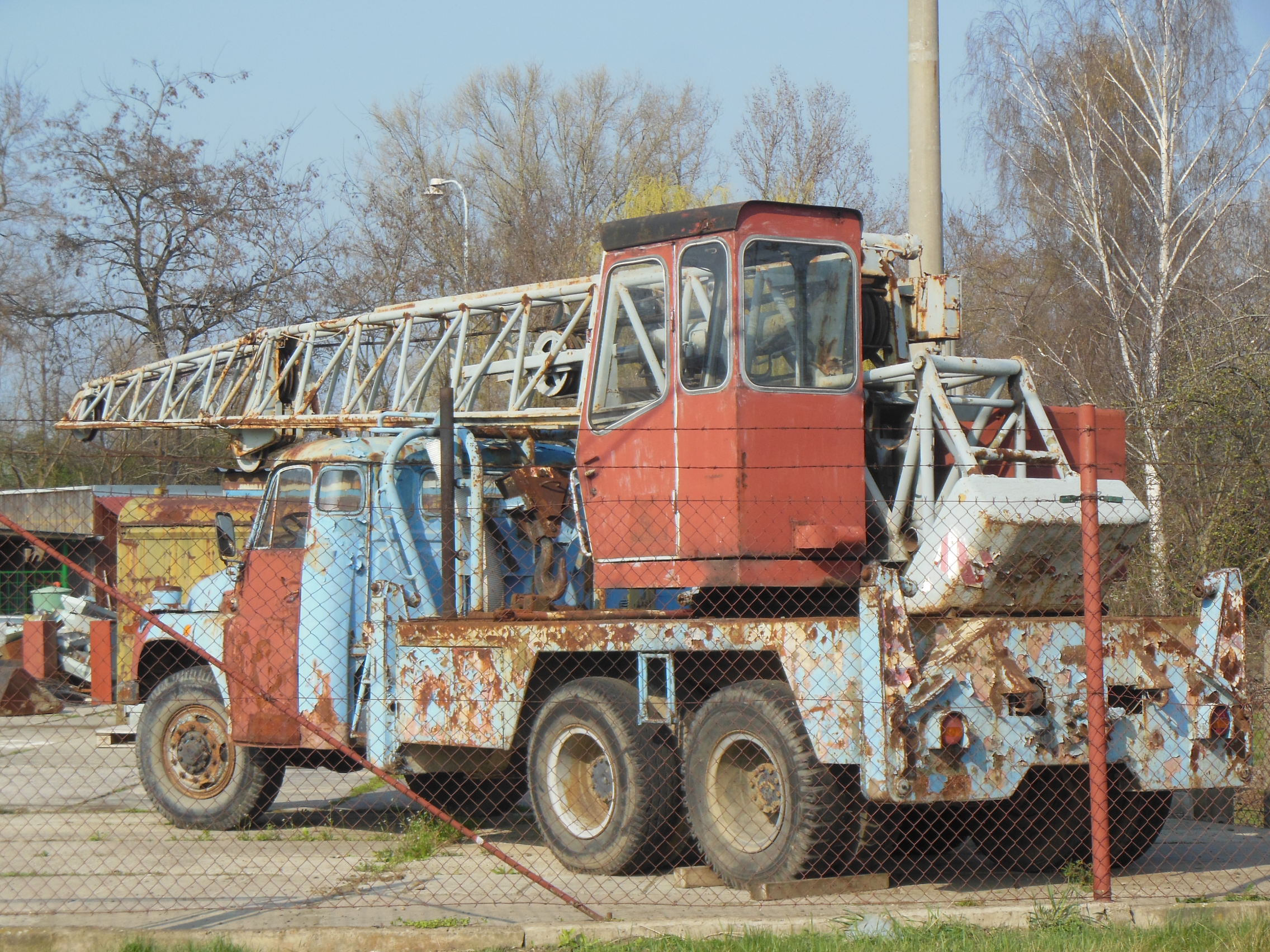
Tatra T148 – żuraw samochodowy
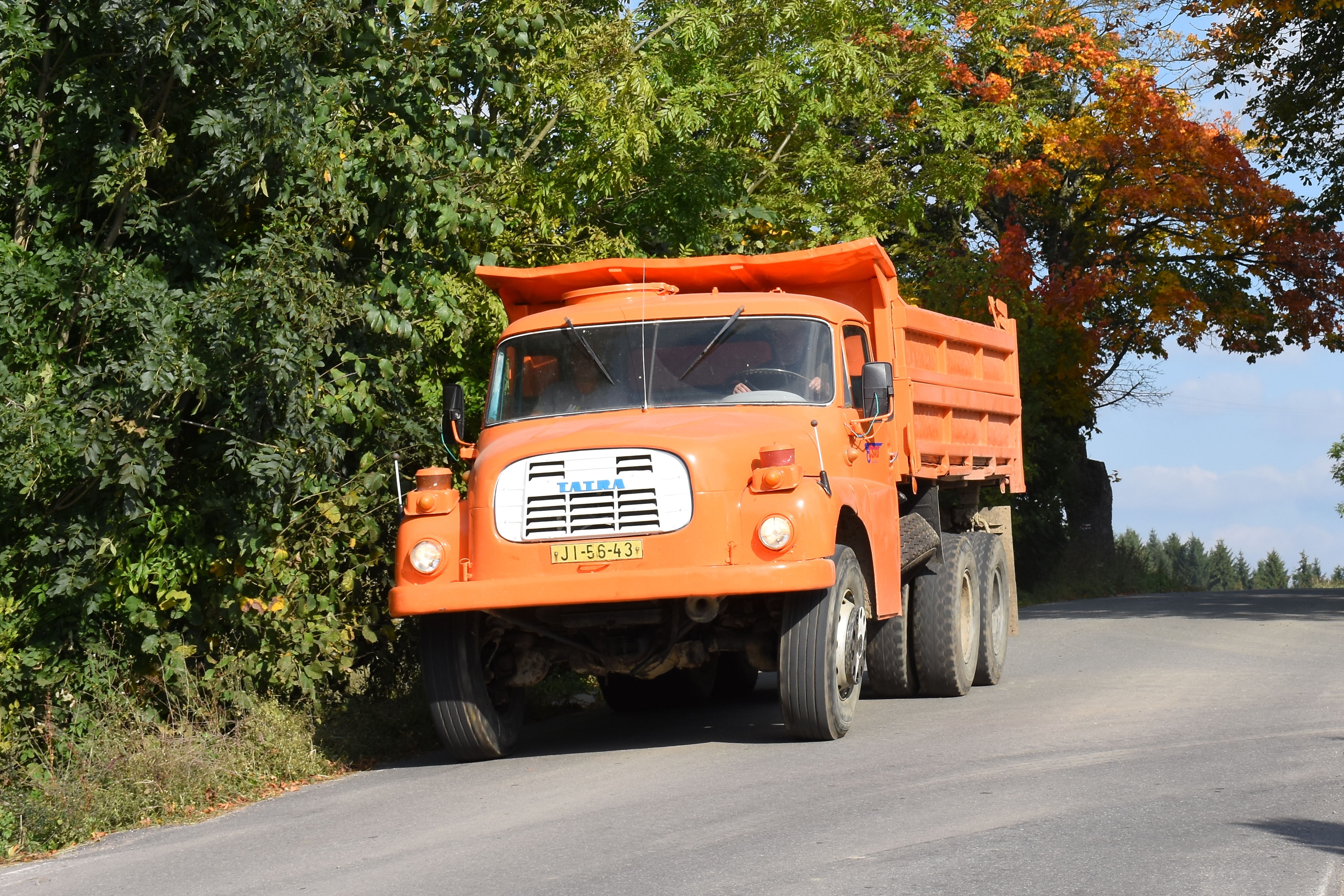
Tatra T148 S3
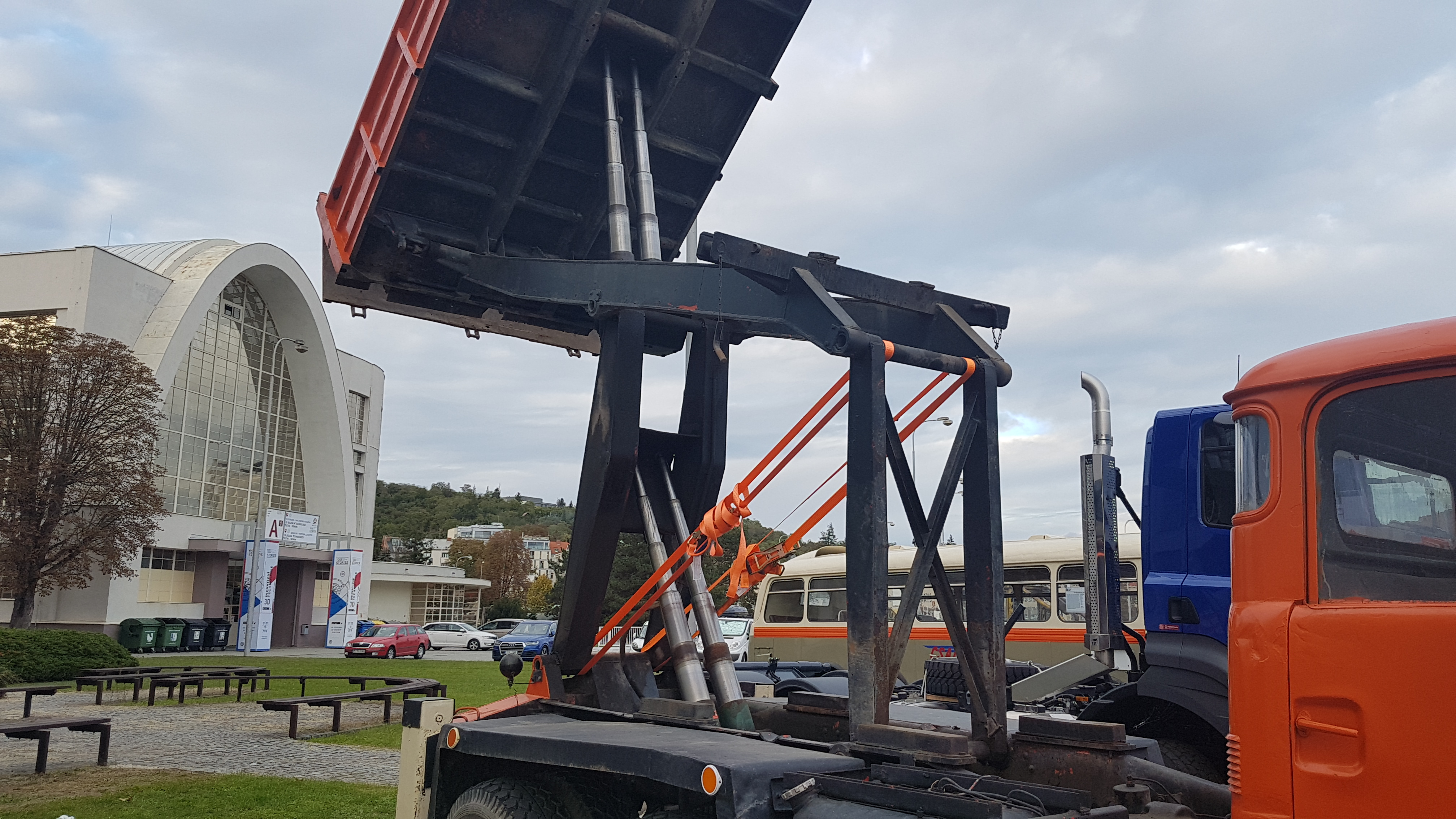
T148 V S1
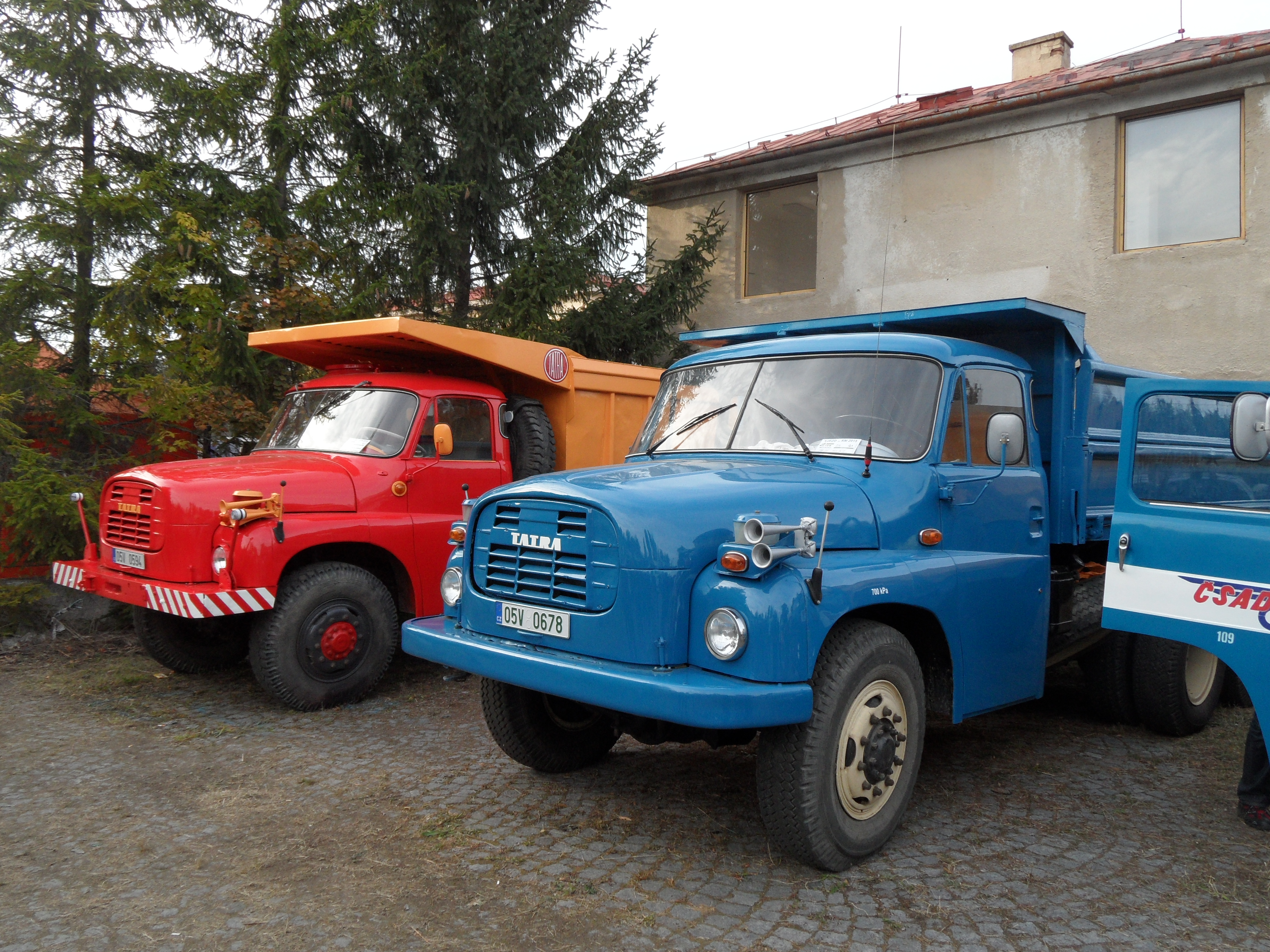
Tatra T148 S1, T148 S3
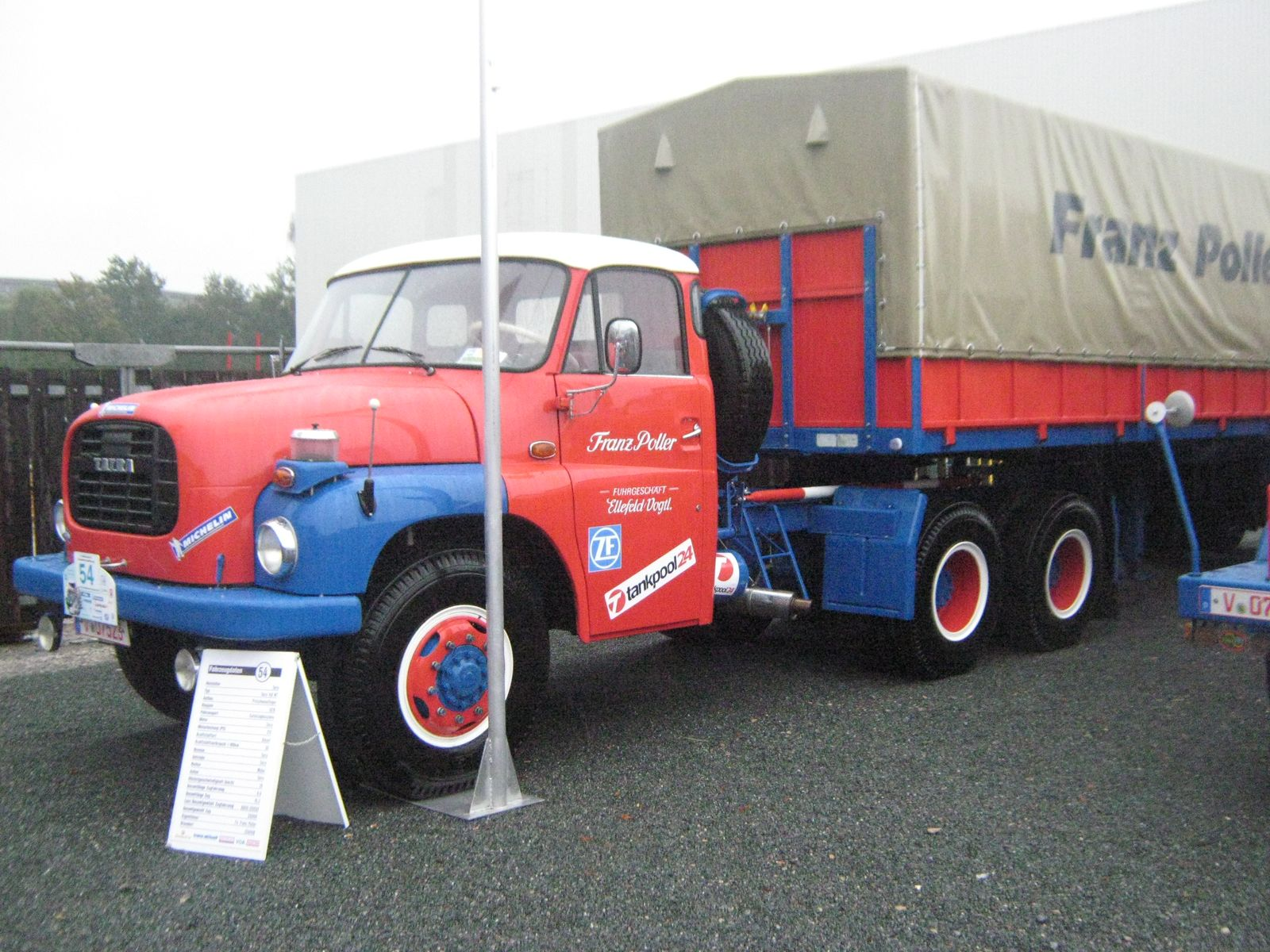
Tatra T148 NTt 6×6